# 空調服
空調服（英語：Air conditioned clothing），又稱風扇衣、風扇衫、風扇服，是一種配備空調裝置的衣服，可讓穿著者較不受到高溫的影響，大部分空調服是針對需要在高溫環境下的工作使用，除了讓穿著者感到較為涼快，更重要是降低在高溫下中暑的機會，這種工作服現已漸漸普及，還被融入時裝設計。

## 原理
人體本身具有恆溫機制，以保持正常體溫，當人體處於高溫環境，腦部便會指令皮膚的汗腺排出適量汗水，通過汗水蒸發散熱降低體溫。一般衣服常會阻礙汗水揮發，空調服利用小型風扇把空氣抽入，皮膚和衣服之間便有空氣流動，可讓皮膚上的汗水更容易、更快速蒸發，提升人體自然排汗的冷卻效果。

## 發展史
空調服最初是由日本人市谷弘司開發，史谷原是索尼公司的僱員，因為要為索尼公司推銷檢查電視機映像管畫質的設備，所以經常到東南亞的電視機工廠公幹，當時泰國、馬來西亞等國家的城市都在大興土木，興建大量的高樓大廈，史谷認為大廈的空調系統要消耗大量電力，為何不去開發一種不會產生溫室氣體及可穿著在身體上的冷卻設備呢，史谷於是決定在47歲之齡提早從索尼退休，開始潛心開發一種可穿著在身體的空調服。史谷在1999年開發出第一款空調服，通過灑水到衣服上，利用人體的熱力將水蒸發，並通過風扇把熱量帶走，市谷穿著貼有「實驗中」字樣的空調服樣品去乘坐電車，但試驗未能成功，在高溫下的降溫效果不顯著，在低溫時又感到太涼，水管又容易出現漏水的問題，自帶水箱也使衣服變得沉重。
正當史谷思考怎樣解決水管容易漏水的問題，便想到既然人體能夠通過排汗降溫，如能加快汗水蒸發，身體便可以保持在適宜的溫度。史谷在空調服的背後安裝兩部小型風扇，強制空氣在衣服內流動加快汗水蒸發，達到降低體感溫度的效果。這款空調服在2004年上市銷售，可是銷路欠佳，一年只賣出1萬件。一件長袖版空調服在2005年的售價為12,600日圓，折合約115美元，相比起一般工作服昂貴得多，但經過客戶反映後，史谷承認當時的空調服仍然有技術上的問題需要解決。其一是風扇的電力由四節AA電池提供，可以使用乾電池或選用可多次充電的鎳氫電池，可是以工作服而言，供電時間被認為太短，在實際應用上造成不便。另一問題是風扇的可靠性有待提升，曾經有一位穿上空調服的男子在戶外工作時，空調服的風扇突然因故障停轉，該名男子的妻子打電話到市谷的公司投訴這套空調服差點害死她的丈夫，市谷親自打電話向她的丈夫道歉，該名男子沒有責問市谷，還鼓勵市谷繼續改進空調服。還有一個問題是空調服的外觀如同一件夾克，但對大部分人而言，在炎熱的夏天穿著夾克看來不合理，這種對服裝的刻板印象尚待改變。
史谷的空調服公司一度處於破產邊緣，但市谷未有放棄空調服的業務，與負責技術範疇的公司董事胡桃澤武雄對空調服進行反覆的改良。直至2011年，鋰離子電池的應用大大延長空調服風扇的運作時間，另一方面試穿過空調服的日本建築地盤工人都給予空調服好評，空調服的銷售量從2012年起大幅增長，史谷的公司在2019年賣出了120萬件空調服，使用範圍日趨廣泛，不再局限於建築地盤，有搬運工人穿著，也有人買來在海邊釣魚，成為一種夏日時尚服裝。